# Bogomil Fatur
Bogomil Fatur, slovenski pesnik, prevajalec in esejist, * 28. oktober 1914, Prem, † 22. avgust 1990, Ljubljana.
Fatur je leta 1932 maturiral in 1938 diplomiral iz slavistike na Filozofski fakulteti v Ljubljani, obenem poslušal romanistiko in umetnostno zgodovino, študij te je nadaljeval v Firencah (dokt. 1939), svetovne literature pa v Pragi.  Med drugo svetovno vojno je bil profesor na klasični gimnaziji v Ljubljani, po letu 1945 pa predavatelj in tajnik na Akademiji za igralsko umetnost (AIU) predhodnici današnje Akademija za gledališče, radio, film in televizijo v Ljubljani (do 1954).
Fatur je bil pesnik nenavadne izrazne moči, izkušen esejist in poznavalec svetovne književnosti. Svoje pesmi je revialno objavljal že pred 2. svet. vojno, ko je bil med vidnimi levo usmerjenimi pesniki Sodobnosti. Prvo knjigo pesmi Knjiga lirike je izdal 1947. Svojo izdelano lirsko podobo je Fatur podal bodisi v vezani sonetni obliki ali tudi v svobodnih, razvezanih rimah.  S svojim pesniškim svetom uporništva, boja, otožnosti, domoljubja, ljubezni in razmišljanj o življenju se je Fatur oddaljil  od novoromantike, ki je bila značilna za pesmi zbrane v prvi zbirki.
Fatur je bil tudi ploden prevajalec del iz češke, francoske, italijanske, nemške in srbohrvaške književnosti.
Fatur je leta 1975 prejel Nagrado prešernovega sklada

## Pesniške zbirke
- Knjiga lirike (COBISS)
- Teme in variacije (Založba Obzorja, Maribor, 1973)
- Beli galeb (COBISS)
- Minuta tišine - izbor (DZS, Ljubljana, 1974)